# Racismo en Rusia
El racismo en Rusia aparece principalmente en la forma de actitudes y acciones negativas por algunos rusos hacia personas que no son étnicamente rusas. Tradicionalmente, el racismo ruso incluye antisemitismo y tártarofobia, así como también hostilidades hacia varias etnias del Cáucaso, Asia Central, Asia Oriental y África. En 2006, Amnistía Internacional reportó que el racismo en Rusia estaba fuera de control. Rusia además tiene una de las tasas más altas de inmigración en Europa del Este.

## Opinión pública y política
| Año   | Muertes | Heridos |
| ----- | ------- | ------- |
| 2004  | 46      | 208     |
| 2005  | 47      | 461     |
| 2006  | 62      | 564     |
| 2007  | 85      | 605     |
| 2008  | 109     | 486     |
| 2009  | 84      | 434     |
| 2010  | 38      | 377     |
| 2011  | 20      | 130     |
| 2012  | 18      | 171     |
| 2013  | 20      | 173     |
| 2014  | 19      | 103     |
| 2015  | 9       | 68      |
| 2016  | 7       | 69      |
| 2017  | 4       | 64      |
| 2018  | 4       | 52      |
| Total | 572     | 3965    |
| Total | 4537    |         |

En 2006, Amnistía Internacional reportó que el racismo en Rusia estaba fuera de control. Rusia además tiene una de las tasas más altas de inmigración en Europa del Este.
Entre 2004 y 2008, hubo más de 350 asesinatos racistas y Aleksandr Verjovski, el líder de la organización antirracista SOVÁ, estimó que alrededor del 50% de los rusos pensaba que las minorías étnicas deberían ser expulsadas de la región. Mientras tanto Vladímir Putin se mostraba profundamente crítico a la posición de que "Rusia debería ser solo para gente étnicamente rusa", citando la necesidad de mantener armonía en una federación multiétnica. Comentaristas occidentales han notado que durante este periodo, grupos racistas y ultranacionalistas pudieron haber sido la oposición de derecha más significante al gobierno de Putin.
El 20 de abril de 2011, Konstantín Poltoranin, vocero del servicio migratorio federal, fue despedido después de decir que “la supervivencia de la raza blanca estaba en riesgo”.
El 24 de octubre de 2013, hablando durante el programa Poedínok en el canal de televisión Rossia 1, el líder del partido nacionalista extremo Partido Democrático Liberal de Rusia, Vladímir Zhirinovski, quien es conocido por generar escándalos en los medios, propuso imponer límites de nacimientos en el Cáucaso del Norte, región de Rusia dominada por musulmanes, además de limitar el movimiento de gente de esa región hacia el resto del país. Estos polémicos dichos fueron realizados luego del ataque terrorista en Volgogrado, que dejó varios rusos muertos. Zhirinovski luego se disculpó por sus palabras. Durante la transmisión de este programa hubo una encuesta a través de mensajes de textos e internet, Zhirinovski ganó el voto popular con más de 140 mil rusos votando a favor de él. Algunos nacionalistas rusos creen que la manera de parar el repunte en la inmigración musulmana es usar tácticas opresivas para “detener la marea”. En 2006, en el pueblo de Kondopoga, República de Karelia, una pelea entre inmigrantes chechenos (en su mayoría musulmanes) y rusos locales se convirtió en una revuelta que duró varios días.

## Racismo por grupo

### Africanos
Actitudes oficiales hacia la gente africana eran generalmente neutrales durante la Unión Soviética, debido a sus intenciones internacionalistas. Como parte de su apoyo a la descolonización de África, la Unión Soviética ofrecía educación gratuita a ciudadanos de países africanos. Estudiantes africanos (así como otros estudiantes internacionales) fueron puestos en muchas instituciones de educación superior alrededor del país, más conocidamente en la Universidad Rusa de la Amistad de los Pueblos, en ese entonces conocida como Universidad de la Amistad de los Pueblos Patrice Lumumba, nombrada en honor al revolucionario y primer ministro congolés. Hay aproximadamente 70 000 personas negras en el país.
En 2006, algunos estudiantes de intercambio aclamaron que “mono” era un insulto tan frecuentemente usado que los estudiantes cesaron de reportarlo.
En 2010, Jean Sagbo se transformó en el primer hombre negro en Rusia en ser electo. Él es un concejal municipal en la aldea de Novozavídovo, a 100 kilómetros al norte de Moscú.
En 2013, la miembro de la Duma Estatal de Rusia llamada Irina Rodniná publicó en su cuenta de Twitter una foto de Obama con una banana.
Un supermercado tártaro en Tartaristán vendió calendarios con imágenes de Obama representado como un mono, inicialmente los dueños se negaron a pedir disculpas por vender dicho calendario. Luego fueron forzados a emitir una disculpa eventualmente.
A mediados de 2016, luego de tensiones que surgieron entre Estados Unidos y Rusia, una fábrica de helados en Tartaristán produjo el helado de chocolate “Obamka” (Obamita) con un envoltorio mostrando un niño negro usando un arito en la oreja; esto fue visto tanto como una ilustración antiamericana como un racismo prevaleciente desde la era soviética. La compañía, que aclaró que el helado no tenía la intención de ser político, paró la producción poco después de que surgiera la controversia.

### Tártaros de Crimea

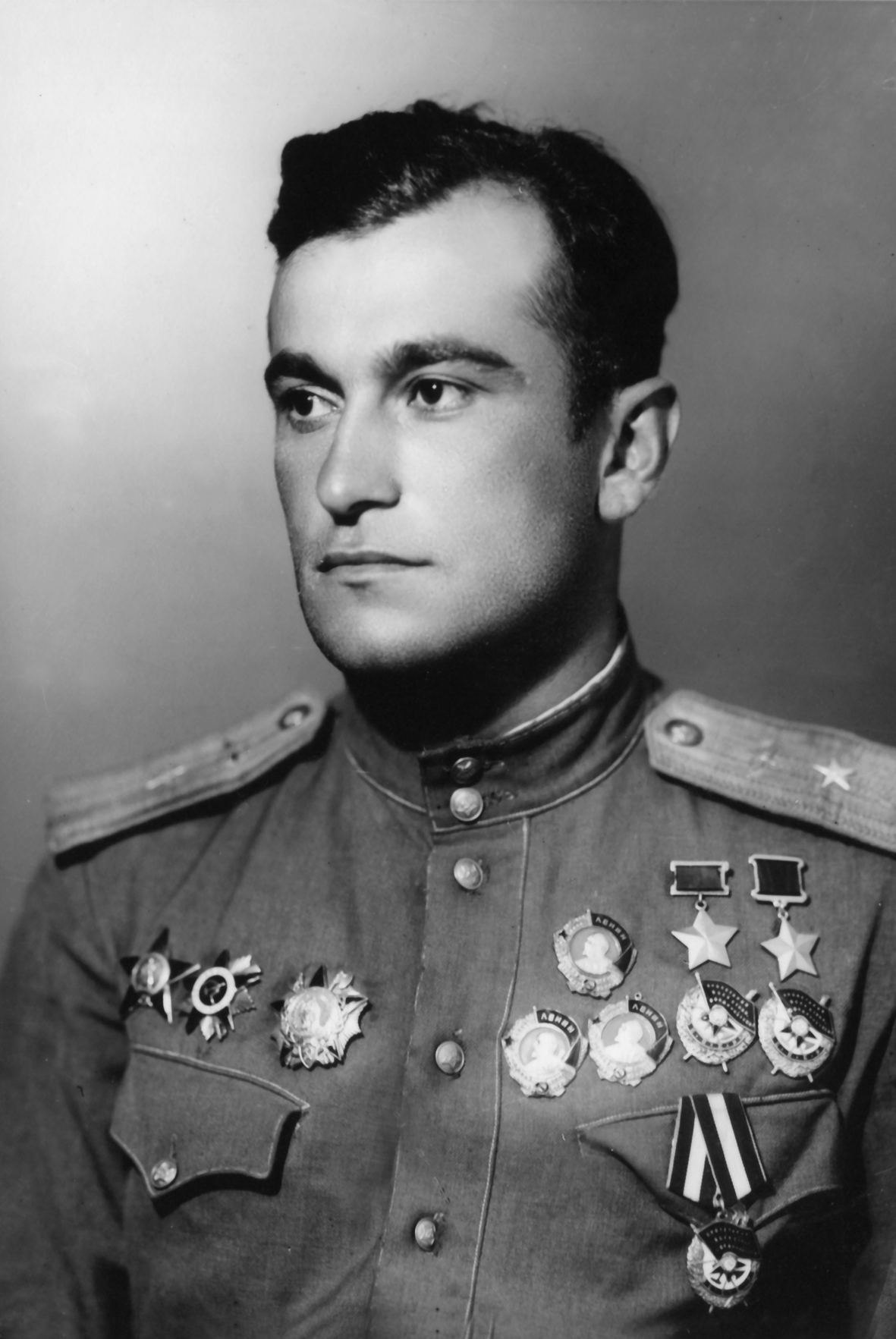
Amet-Han Sultán notable héroe soviético de origen tártaro crimeo.

La tartarofobia hacia los tártaros de Crimea fue impuesta por el Estado durante la era soviética a través del sistema de colonización forzada, la cual deportó y recluyó a los tártaros crimeos en pequeños perímetros de Asia Central y en la República Autónoma Socialista Soviética de Mari, privandolos de una variedad de libertades civiles que otros pueblos gozaban. Aunque ya no sean más establecidas por el Estado, las actitudes negativas y los prejuicios contra los  tártaros crimeos prevalece en el gobierno y en la sociedad; un ejemplo notable es cuando el cónsul ruso Vladímir Andréiev exigió que ninguno de los ciudadanos rusos invitados fueran al debut de Haytarma, una película sobre Amet-Han Sultán un tártaro crimeo que fue condecorado dos veces como Héroe de la Unión Soviética, reivindicando que la película no podía ser precisa porque fue dirigida por un tártaro crimeo.

### Gente del Cáucaso
En Rusia, la palabra caucásico es un término colectivo para asignar a alguien descendiente de los grupos étnicos del Cáucaso. En el argot ruso, la gente del Cáucaso son llamados "culos negros" (черножопый), debido a que gran parte de esta gente tiene pelo negro y tez morena. Aunque la palabra “negro” no es directamente racista, el sinónimo racista para ello es el término “chernozhopy” (que significa trasero negro). Desde la disolución de la unión soviética, el apogeo de la población musulmana en Rusia y la segunda guerra chechena, muchos nacionalistas radicales rusos han asociado al islam y los musulmanes con terrorismo y crímenes domésticos.
El 21 de abril de 2001, hubo un pogromo en un mercado en el distrito Yásenevo de Moscú contra mercantes del Cáucaso. Los ataques étnicamente motivados contra los armenios en Rusia se han vuelto tan comunes que el presidente de Armenia, Robert Kocharián, planteó el problema con funcionarios rusos de alto rango. En septiembre de 2006, graves tensiones étnicas entre rusos y caucásicos tomaron lugar en Kondopoga. En 2006, la crisis entre Georgia y Rusia resultó en la deportación de inmigrantes georgianos de Rusia. Desde el lado ruso explicaron que el proceso de ejecución se debió al combate de la inmigración ilegal, mientras que el gobierno de Georgia acusó a Rusia de limpieza étnica. La Corte Europea de Derechos Humanos concluyó que la detención y expulsión colectiva de georgianos en 2006 violó la convención europea de derechos humanos y determinó, en 2019, que Rusia tenía que pagar 10 millones de euros en compensación.

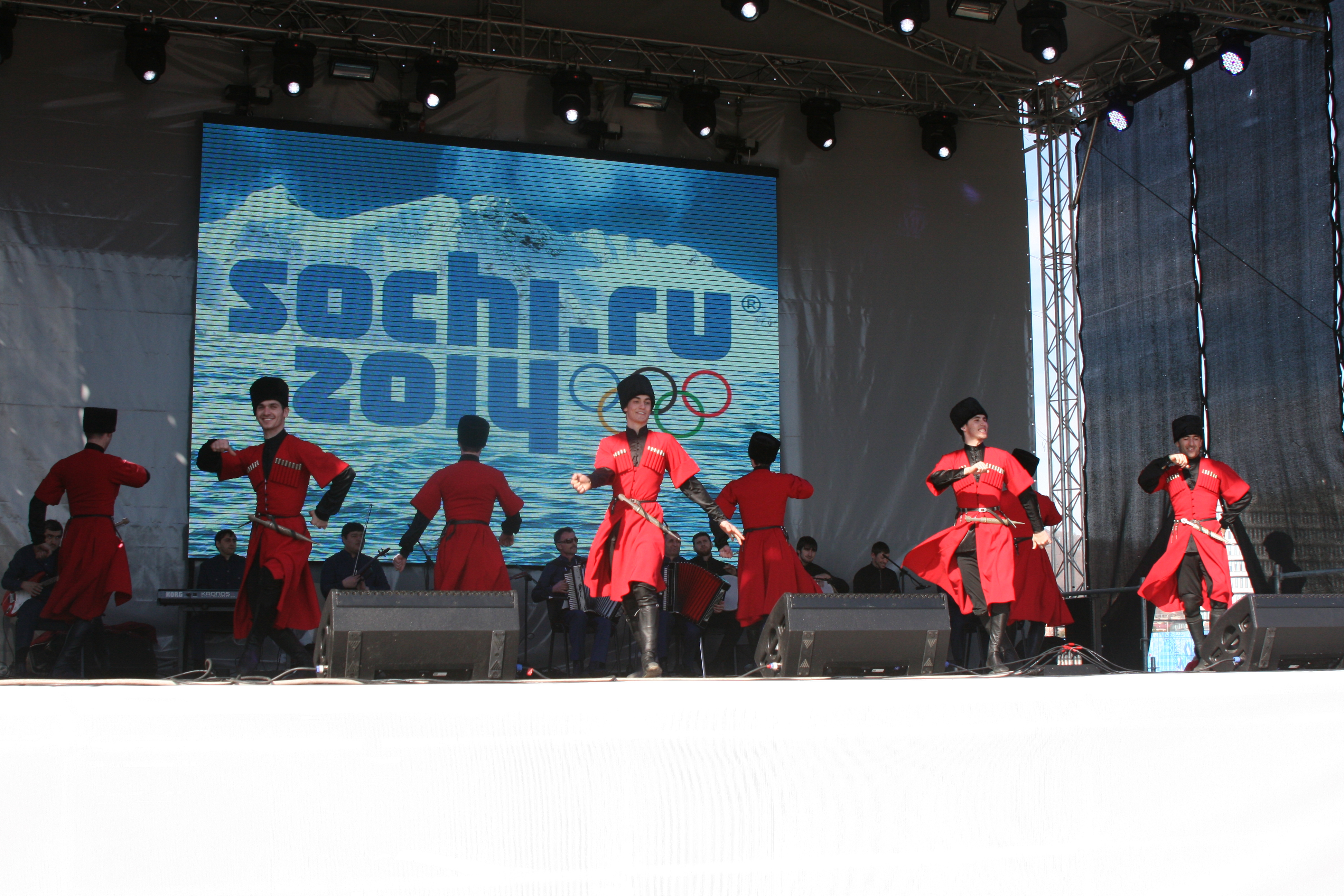
Danzas caucásicas en el escenario del Parque Olímpico de Sochi durante los Juegos Olímpicos.

En diciembre de 2010, hubo un brote masivo de hostilidades hacia los caucásicos, culminando en protestas nacionalistas en la Plaza Manezhnaya en Moscú y en otros ciudades. El disparador fue el asesinato de Yegor Svirídov (un aficionado del futbol ruso) en una pelea callejera el 6 de diciembre. El 11 de diciembre, miles de manifestantes nacionalistas, afuera del edificio del Kremlin de Moscú, gritaron frases racistas, y llamaron por una “Rusia para los rusos”, y un “Moscú para moscovitas”, además atacaron a otros caucásicos o grupos minoritarios que pasaban por ahí, y algunos incluyendo adolescentes de 14 años hicieron el saludo nazi. Al siguiente día, una protesta similar se llevó a cabo en Rostov-on-Don y luego de eso, el gobierno de la ciudad prohibió a los caucásicos bailar la danza tradicional llamado Lezginka. Luego, el jefe de la policía de la ciudad dijo que las libertades civiles eran un obstáculo para la seguridad y que la migración debería restringirse. Vladímir Kvachkov, un importante líder nacionalista ruso de la organización Frente Popular de Liberación de Rusia (que dice que su principal objetivo es "liberar" a Rusia de los "ocupantes" caucásicos y hebreos), hizo la siguiente declaración: "Nosotros, los nacionalistas rusos, los iniciadores de frente al pueblo, les decimos que los hechos del 11 de diciembre son el comienzo de los cambios revolucionarios en Rusia, los primeros estallidos de la revolución rusa que se acerca ... Ustedes son los que pueden participar en ella".

### Gente de Asia central

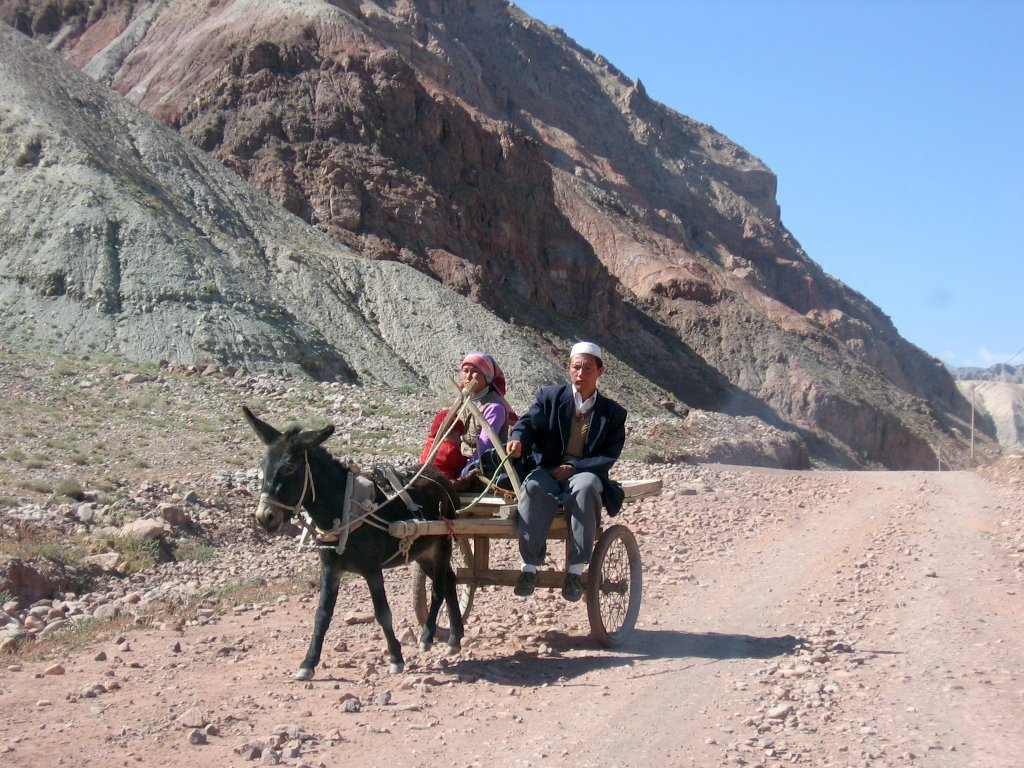
Miembros de la etnia kirguís en Oytak

En 2016, el presidente de Kirguistán, Almazbek Atambáyev, instó a los rusos a mostrar respeto a sus compatriotas después de un asalto a dos migrantes en Moscú.

### Judíos
El 11 de enero de 2006, Aleksandr Kóptsev irrumpió en la sinagoga de la calle Bolshaya Brónnaya en Moscú y apuñaló a ocho personas con un cuchillo. En marzo, fue condenado a 13 años de prisión. En 2008, aparecieron denuncias de libelo de sangre en carteles en Novosibirsk. La Federación de Comunidades Judías de Rusia expresó su preocupación por un número creciente de ataques contra judíos, calificándolo como parte de "un reciente aumento de manifestaciones antisemitas" en Rusia.

### Vietnamitas
En medio de la hostilidad hacia los trabajadores migrantes, alrededor de 600 vietnamitas fueron detenidos en Moscú y colocados en tiendas de campaña mientras esperaban ser deportados de Rusia en agosto de 2013.
El 9 de enero de 2009, un grupo de extraños en Moscú apuñaló a un estudiante vietnamita llamado Tang Quoc Binh que tenía 21 años y las heridas fueron fatales, lo que provocó su muerte el 10 de enero.
En octubre de 2004, skinheads rusos apuñalaron y golpearon a un estudiante vietnamita llamado Vu Anh Tuan, matándolo. Vu Anh Tuan tenía 20 años cuando fue asesinado en San Petersburgo. En octubre de 2006, un tribunal absolvió a los 17 skinheads procesados por su asesinato.
En Moscú, en la calle Festiválnaya, en 2008, un grupo de jóvenes apuñaló a una mujer vietnamita que tenía 35 años y murió a causa de sus heridas.
En 2005 en Moscú, tres rusos mataron a puñaladas a un vietnamita de 45 años llamado Quan.
Cien vietnamitas realizaron una protesta contra el asesinato de Vu Anh Tuan, y un manifestante dijo: "Vinimos a estudiar a este país, que pensamos que era amigo de Vietnam. No tenemos peleas de borrachos, no robamos, no vendemos drogas y tenemos derecho a protección contra bandidos".
En Moscú, el 25 de diciembre de 2004, una multitud utilizó palos y cuchillos para atacar a 2 estudiantes vietnamitas del Instituto de Energía de Moscú, Nguyen Tuan Anh y Nguyen Hoang Anh, que sufrieron heridas graves y fueron hospitalizados.

## Fútbol profesional
Después de que se anunció que Rusia albergará la Copa Mundial de la FIFA 2018, un director del Centro de Monitoreo FARE de la UEFA, el Dr. Rafał Pankowski acusó a la Federación Rusa de Fútbol de restar importancia a los cánticos racistas en los estadios, diciendo: "Los eslóganes nazis son comunes en muchos estadios rusos, a menudo interrumpido con canticos racistas dirigidos a jugadores negros". Más de 100 incidentes tuvieron lugar entre 2012 y 2014.
El jugador camerunés André Amougou sufrió constantemente el racismo mientras jugaba en el Lokomotiv de Moscú. Cuando el Zenit de San Petersburgo inició su campaña de la Premier League rusa 2006/2007 contra los visitantes Saturn Moscow Oblast, el futbolista brasileño Antônio Géder fue recibido con un coro de cánticos de monos en el Estadio Petrovski. En marzo de 2008, los jugadores negros del Marsella francés, André Ayew, Charles Kaboré y Ronald Zubar, fueron atacados por los ultras del Zenit de San Petersburgo. Posteriormente, la policía de Mánchester advirtió a los ultras del Zenit que no repitieran su comportamiento antes de la final de la Copa de la UEFA de 2008. El entrenador del Zenit, Dick Advocaat, reveló que cuando intentaron fichar a Mathieu Valbuena, un futbolista francés, muchos fanáticos preguntaron "¿Es un negro?". También Serge Branco, que jugó para Krylia Sovetov Samara, acusó al personal del Zenit de racismo, diciendo: " Cada vez que juego en San Petersburgo tengo que oír insultos racistas desde las gradas. Los jefes del Zenit no hacen nada al respecto, lo que me hace pensar que ellos también son racistas". El 20 de agosto de 2010, Peter Odemwingie del Lokomotiv Moscú firmó un contrato de 3 años con el equipo de la Premier League West Bromwich Albion.  Más tarde, las fotografías mostraban a los fanáticos del Lokomotiv Moscú celebrando la venta de Odemwingie mediante el uso de pancartas racistas, incluida la imagen de un plátano con el texto "Gracias West Brom".

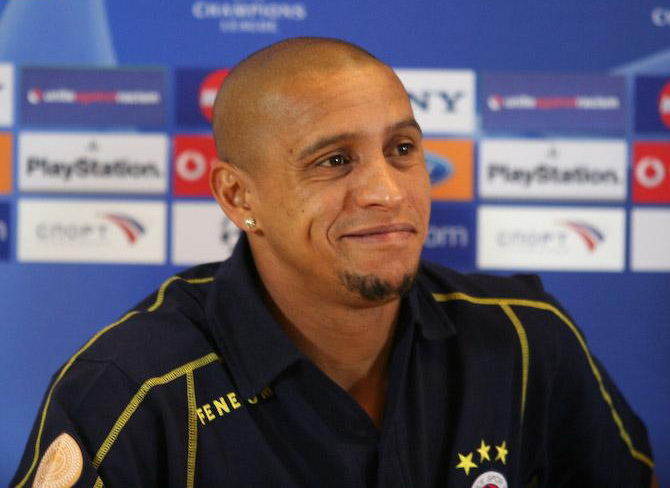
Roberto Carlos, jugador brasileño víctima de acoso racial en varias ocasiones.

El 21 de marzo de 2011, durante un partido en el Zenit de San Petersburgo, uno de los aficionados del club FK Anzhí Majachkalá de la Premier League rusa sostenía una banana cerca de Roberto Carlos mientras el futbolista participaba en una ceremonia de izado de bandera. En junio, en un partido fuera de casa en el Krylia Sovétov Samara, Roberto Carlos recibió un pase del portero y estaba a punto de recibirlo cuando una banana cayó al campo y aterrizó cerca de él.
El Lokomotiv de Moscú estuvo involucrado en otro incidente el 18 de marzo de 2012, cuando un plátano fue arrojado al defensa del Anzhí Majachkalá Christopher Samba durante un partido en el Estadio Lokomotiv.
En octubre de 2013, durante la segunda mitad del partido, entre el Manchester City y el PFC CSKA Moscú, Yaya Touré, un centrocampista estrella del City de Costa de Marfil, se acercó al árbitro, Ovidiu Hategan, y señaló con enojo a los fanáticos del CSKA haciendo cánticos de monos y gritando insultos contra él y sus compañeros negros. El juego continuó y, según Touré, también lo hizo el abuso.

## Crímenes de odio notables
El 9 de febrero de 2004, un grupo de skinheads neonazis apuñaló de muerte a una niña tayika de nueve años, Jurshedá Sultánova, en San Petersburgo. En 2006, la Agencia de Investigaciones Periodísticas de San Petersburgo reveló presuntos perpetradores entre los miembros de la pandilla "Mad Crowd".
El 14 de junio de 2011, el Tribunal Municipal de San Petersburgo condenó a 12 miembros de la banda liderada por Alekséi Voevodin y Artyom Projorenko por su participación en decenas de ataques racistas.
El 15 de diciembre de 2008, Artur Ryno y Pável Skachevski fueron condenados a trabajos penales durante 10 años cada uno por el asesinato de 19 extranjeros. Fueron incluidos en la lista de personas a las que se les prohibió ingresar al Reino Unido, siendo los únicos rusos en la lista. La razón aducida es que son "líderes de una pandilla violenta que golpea a inmigrantes y publica videos de sus ataques en Internet. Considerado un comportamiento inaceptable al fomentar una actividad delictiva grave y buscar provocar a otros a cometer actos delictivos graves". Un juez que dirigió el juicio, Eduard Chuvashov, fue asesinado a tiros el 12 de abril de 2010, cuatro días después de que añadiera dos años a la condena de 20 años de prisión de un miembro de la pandilla.

### Asesinatos de activistas antifascistas
El 19 de junio de 2004, Nikolái Guirenko, un destacado etnólogo y asesor en 15 juicios por delitos de odio étnico, fue asesinado a tiros en su apartamento de San Petersburgo. El 14 de junio de 2011, miembros de la pandilla neonazi Mad Crowd fueron condenados a prisión por varios asesinatos, incluido Girenko.
El 13 de noviembre de 2005, se produjo el asesinato de Timur Kacharava, un antifascista ruso de ascendencia georgiana. El 7 de agosto de 2007, Aleksandr Shabalin fue condenado a 12 años de prisión por su asesinato.
El 19 de enero de 2009, mientras salía de una conferencia de prensa, un abogado de derechos humanos y periodista Stanislav Markélov fue asesinado a tiros en Moscú. Anastasia Babúrova, periodista de Nóvaya Gazeta que intentó acudir en ayuda de Markélov, también fue asesinada a tiros en el ataque. El 6 de mayo de 2011, el tribunal condenó a dos nacionalistas radicales, Nikita Tikhonov y su novia Yevgenia Khasis, a cadena perpetua y 18 años de prisión, respectivamente.
El 16 de noviembre de 2009, Iván Jutorskói, ex cantante punk y jefe de seguridad de espectáculos antifascistas, fue asesinado en un suburbio de Moscú. Era conocido por organizar clases de autodefensa para personas antifascistas y brindar seguridad en las conferencias de prensa de Stanislav Markélov.

### Atentado en el mercado de Cherkízovski
El 21 de agosto de 2006, una bomba casera estalló en Moscú en el mercado Cherkízovski, el cual es frecuentado por comerciantes extranjeros. El 15 de mayo de 2008, ocho personas de la organización nacionalista radical rusa El Salvador (Спас) fueron declaradas culpables por su papel en el ataque que dejó 14 muertos. Semyon Charny, de la Oficina de Derechos Humanos de Moscú, dijo: "El hecho de que este caso haya llegado a los tribunales y el ejemplo de las personas condenadas a cadena perpetua por la explosión del mercado de Cherkízovo muestra que estamos avanzando en la dirección correcta, pero todavía hay un mucho para hacer”.

### Ejecución de un tayiko y un daguestaní
La ejecución de un tayiko y un daguestaní (en ruso: Казнь таджика и дагестанца) es un videoclip que se distribuyó en un segmento de Internet ruso en agosto de 2007, que muestra la decapitación de un ciudadano ruso de origen daguestaní y el tiroteo de un inmigrante tayiko por parte de un neonazi ruso.
El video provocó discusiones activas en los medios rusos. El 17 de marzo de 2008, el Tribunal de Distrito de Novgorod dictaminó que el video era extremista y prohibió su distribución en la Federación de Rusia.
El video fue publicado en nombre del Partido Nacionalsocialista de Rusia (en ruso: Национал-социалистической партии Руси) en el blog personal del estudiante universitario Adygean Viktor Milnikov. Después de unos días, el estudiante fue arrestado y luego sentenciado a un año de trabajo correctivo por el tribunal de Maykop.
El 5 de junio de 2008, las escenas de decapitación grabadas en el video fueron identificadas como auténticas por el Comité de Investigación de Rusia. El mismo día, una de las víctimas en las imágenes fue identificada por sus familiares como Shamil Odamanov, natural de Daguestán.